# Acid1

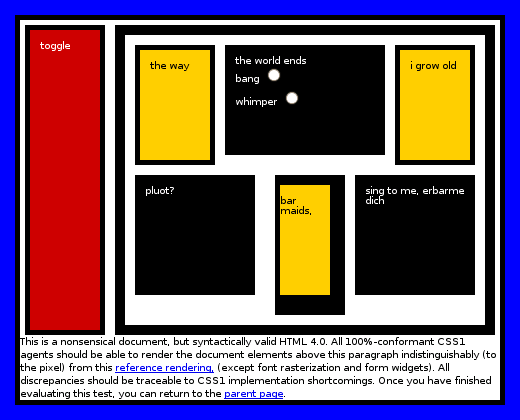
Ukázka referenčního zobrazení acid testu

Test Acid1 je historicky prvním acid testem (označení „acid“ ale dostal až později). Jeho autorem byl Todd Fahrner. Když byl test publikován, ukázal na problémy ve všech webových prohlížečích a sehrál tak svou roli při utváření základní podpory CSS. Testem projde prohlížeč, který ho zobrazí stejně se srovnávacím zobrazením (neberou se při tom v úvahu detaily renderování fontů a formulářových prvků). Test byl následně zahrnut do oficiální sady CSS testů pod číslem 5.5.26.c.
Acid1 se později stal inspirací pro vytvoření testů Acid2 a Acid3.